# Atheta altaica
Atheta altaica är en skalbaggsart som beskrevs av Max Bernhauer 1901. Atheta altaica ingår i släktet Atheta och familjen kortvingar. Arten är reproducerande i Sverige. Inga underarter finns listade i Catalogue of Life.